# Улу-Елга (станция)
Улу́-Елга́ (баш. Оло Йылға) — железнодорожная станция Башкирского региона Куйбышевской железной дороги на линии Карламан — Магнитогорск. Расположена в Белорецком районе Республики Башкортостан, на западной окраине деревни Улуелги.

## География
При станции вырос населённый пункт, именовавшееся селом станции Улу-Елга до 10 сентября 2007 года.
Возле станции к северу протекает река Сюрюнзяк. К станции подходит автодорога Улу-Елга — Ишля.
Находится в горной лесистой местности.

## Фото

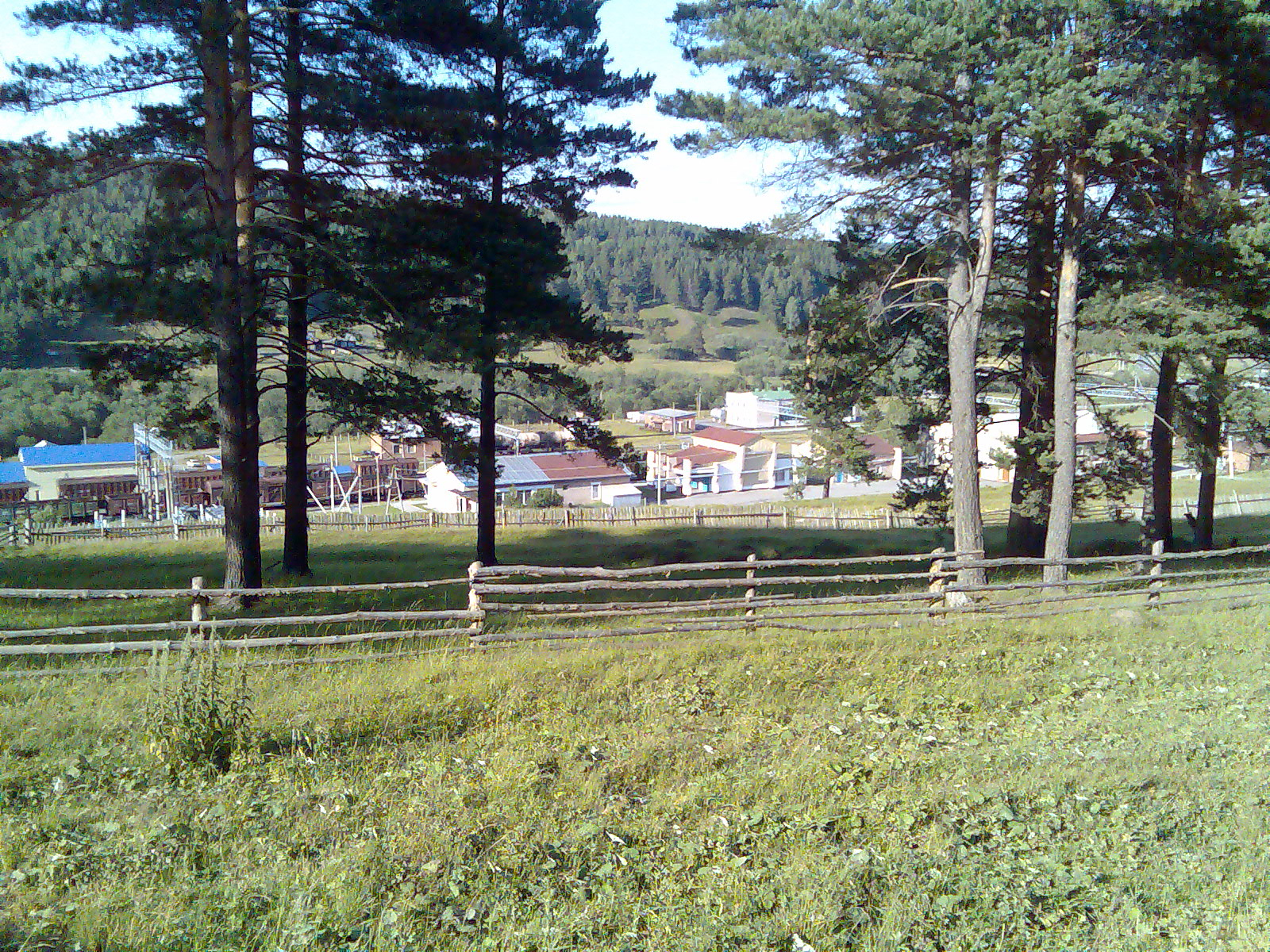
Станция Улу-Елга
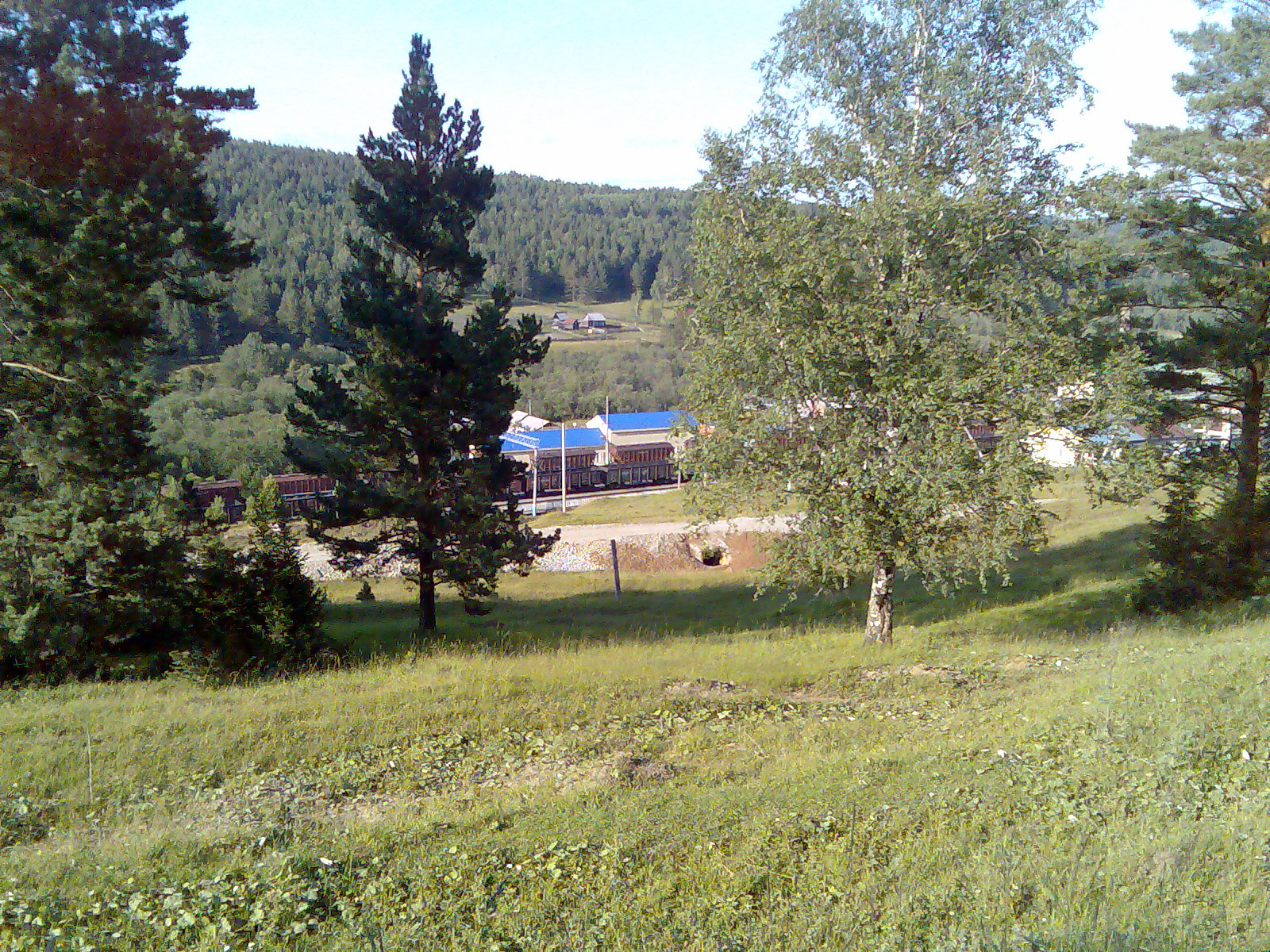
Станция Улу-Елга